# The Visitor (album)
The Visitor è il 39° album in studio del cantautore canadese Neil Young e del gruppo musicale statunitense Promise of the Real, pubblicato nel 2017.

## Tracce
Testi e musiche di Neil Young.
1. Already Great – 5:47
2. Fly by Night Deal – 2:37
3. Almost Always – 4:50
4. Stand Tall – 5:13
5. Change of Heart – 5:54
6. Carnival – 8:21
7. Diggin' a Hole – 2:33
8. Children of Destiny – 3:24
9. When Bad Got Good – 2:00
10. Forever – 10:32